# Patience (조지 마이클의 음반)
《Patience》는 2004년 3월 15일, 발매된 영국의 싱어송라이터 조지 마이클의 다섯 번째이자 마지막 스튜디오 음반이다. 발매 당시 많이 지연되었던 《Older》의 후속 음반은 1996년 이후 그의 첫 번째 오리지널 음반이자 1990년 《Listen Without Prejudice Vol. 1》 이후 소니 뮤직의 첫 번째 음반이었기 때문에 마이클의 컴백 음반으로 여겨졌다.
《Patience》는 6개의 싱글을 발매했다. 첫 번째 두 곡인 〈Freeek!〉과 〈Shoot the Dog〉는 이미 2002년에 폴리도르에 의해 발매되었는데, 이 음반은 원래 발매 예정이었다.

## 소니로 복귀
2003년 11월 17일, 마이클은 소니 뮤직과 재계약을 맺었는데, 소니 뮤직은 마이클이 자신의 계약이 자신을 억압하고 "전문적인 노예"로 유지시키고 있다고 주장한 후 탈퇴했다. 그 결과, 그의 계약은 1995년 7월 14일 소니에 의해 경쟁사인 버진 레코드와 드림웍스 레코드에 매각되었다.

## 발매 및 평가
| 전문가 평가          | 전문가 평가  |
| 총 점수              | 총 점수      |
| 출처                 | 점수         |
| -------------------- | ------------ |
| 메타크리틱           | (60/100)     |
| 평가 점수            |              |
| 출처                 | 점수         |
| AllMusic             | [ 2 ]        |
| BBC Music            | (positive)   |
| Blender              | [ 4 ]        |
| Entertainment Weekly | C            |
| The Guardian         | [ 6 ]        |
| Houston Chronicle    | C            |
| Slant Magazine       | [ 8 ]        |
| Stylus Magazine      | D+           |
| Uncut                | [ 1 ] [ 10 ] |
| Yahoo! Music UK      | [ 11 ]       |

《Patience》는 2004년 3월 말에 전 세계에서 판매되기 시작했고 영국 음반 차트에서 1위로 데뷔했고, 3월 22일, 호주에서는 2위로 데뷔했다. 이 음반은 첫 주에 27만 5천 장 이상 팔리며 영국에서 가장 빨리 팔린 음반 중 하나가 되었다. 이 음반은 2004년 5월 18일 미국에서 판매되기 시작했지만, 〈Patience Part. 2〉와 〈Shoot the Dog〉는 수록되지 않았다. 이 곡은 미국에서 29위로 데뷔했지만, 그 다음 주 《오프라 윈프리 쇼》와 같은 TV 출연 이후 12위로 차트 정점을 찍었다. 2006년 기준으로 이 음반은 미국에서 381,000장이 팔렸다. 전 세계적으로 약 4백만 장이 팔렸다.
첫 번째 싱글 〈Freeek!〉은 이미 2002년 3월, 이탈리아, 스페인, 덴마크에서 1위에 올랐고, 영국에서는 10위권, 호주에서는 5위권에 진입했다. 이 음반에는 〈Freeek! '04〉라는 리믹스 버전이 수록되어 있다.
두 번째 싱글 〈Shoot the Dog〉은 2002년 7월에 발매되었다. 이 곡은 2001년 9월 11일 공격에 대한 민감성으로 캐나다나 미국에서 싱글로 발매되지 않았고, 그 나라들에서는 인내심 음반에 포함되지 않았다. 스페인, 이탈리아, 덴마크에서는 5위 안에 들었지만 영국에서는 10위 안에 들지 못했다.
《Patience》의 세 번째 싱글 〈Amazing〉은 2004년 3월에 발매되어 이탈리아와 스페인에서 1위를 차지했고, 영국에서도 4위, 호주에서도 6위에 올랐다.
네 번째 싱글 〈Flawless (Go to the City)〉는 2004년 6월에 발매되어 영국 싱글 차트에서 8위에 올랐다. 그것은 《빌보드》 핫 댄스 클럽 송 차트에서 1위에 올랐다.
2004년 11월, 소니는 《Patience》의 다섯 번째 싱글 〈Round Here〉를 발매했다. 이 싱글은 영국 차트에서 32위에 올랐다.
여섯 번째 싱글인 〈John and Elvis Are Dead〉는 2005년 10월에 발매되었으며 인터넷을 통해서만 다운로드로 판매되었다.

## 반전가
이 음반에는 반전가인 〈Shoot the Dog〉가 수록되어 있다. 2002년 7월에 개봉되었을 때, 〈Shoot the Dog〉는 이미 논란이 되고 있었다. 2003년 이라크 침공에 앞서 조지 W. 부시와 토니 블레어에 대한 비난이 높았다. 영상에는 마이클이 중동에서 핵미사일을 타고 있고 토니와 셰리 블레어가 부시 대통령과 함께 침대에 누워 있는 만화 버전이 담겼다. 후자의 이미지는 1986년 제네시스의 〈Land of Confusion〉 비디오에 대한 경의를 표하기 위한 것으로 보인다. 이 만화는 영국의 독립 텔레비전 방송국 ITV에서 매주 방송되는 풍자 텔레비전 프로그램인 《2DTV》의 제작자들에 의해 제작되었다.
MTV와의 인터뷰에서 마이클은 이 노래가 주로 토니 블레어가 이라크 침공 결정에 대해 논의하지 않은 것을 강조하기 위한 것이라고 말했다. "사람들은 이 노래를 토니 블레어에 대한 공격과는 달리 미국에 대한 공격이라는 맥락에서 보고 있습니다. 그리고 정말로, 제 공격은 토니 블레어가 이 문제에 영국을 연루시키지 않았다는 것입니다. 그는 월드컵을 보기 위해 밤을 새고 제가 저지른 모든 죄악인 주빌리 축제를 즐기는 것에 완전히 만족하고 있습니다만, 아직 이루어지지 않은 이라크에 대한 진지한 논의가 있습니다. 우리는 사담 후세인이 무엇을 할 수 있는지 모르고, 영국 대중은 전혀 모릅니다."

## 마지막 음반
마이클은 《Patience》가 그의 마지막 음반이 될 것이라고 발표했다. 2004년 3월 10일, 그는 BBC 라디오 1과의 인터뷰에서 앞으로 자신이 발매한 음악을 다운로드 받을 수 있을 것이라고 밝혔다. 그는 "저는 수년간 제 재능에 대해 매우 좋은 보상을 받아왔기 때문에 대중의 돈은 정말로 필요하지 않습니다. 누구나 내 음악을 무료로 다운받을 수 있는 자선 다운로드 사이트인 인터넷에 무언가를 가지고 싶습니다.  내가 가장 좋아하는 자선단체를 저 위에 세워서 사람들이 그것을 위해 기부하기를 희망합니다." 그는 이 결정이 새 음반을 자주 제작해야 한다는 압박을 덜게 될 것이고 더 많은 사생활을 가질 수 있게 해줄 것이라고 말했다.
《Patience》는 마이클이 2016년 12월 25일, 사망하기 전에 발표한 마지막 스튜디오 음반이다.

## 곡 목록
모든 곡들은 특별한 언급이 없는 한 조지 마이클에 의해 작사/작곡하였다.

### 영국 버전
| #   | 제목                                        | 작사·작곡                                     | 재생 시간 |
| --- | ------------------------------------------- | --------------------------------------------- | --------- |
| 1.  | 〈Patience〉                                |                                               | 2:53      |
| 2.  | 〈Amazing〉                                 | 마이클, 조니 더글라스                         | 4:25      |
| 3.  | 〈John and Elvis Are Dead〉                 | 마이클, 데이비드 오스틴                       | 4:23      |
| 4.  | 〈Cars and Trains〉                         | 마이클, 더글라스                              | 5:51      |
| 5.  | 〈Round Here〉                              |                                               | 5:55      |
| 6.  | 〈Shoot the Dog〉                           |                                               | 5:07      |
| 7.  | 〈My Mother Had a Brother〉                 |                                               | 6:17      |
| 8.  | 〈Flawless (Go to the City)〉               |                                               | 6:51      |
| 9.  | 〈American Angel〉                          | 마이클, 닐 플린, 제임스 잭맨, 루아드리 쿠쉬난 | 4:07      |
| 10. | 〈Precious Box〉                            |                                               | 7:39      |
| 11. | 〈Please Send Me Someone (Anselmo's Song)〉 |                                               | 5:26      |
| 12. | 〈Freeek! '04〉                             | 마이클, 플린, 잭맨, 쿠쉬난                    | 5:26      |
| 13. | 〈Through〉                                 |                                               | 5:22      |
| 14. | 〈Patience (Pt. 2)〉                        |                                               | 1:30      |

### 미국 버전
| #   | 제목                                        | 작사·작곡                  | 재생 시간 |
| --- | ------------------------------------------- | -------------------------- | --------- |
| 1.  | 〈Patience〉                                |                            | 2:53      |
| 2.  | 〈Amazing〉                                 | 마이클, 더글라스           | 4:25      |
| 3.  | 〈John and Elvis Are Dead〉                 | 마이클, 오스틴             | 4:23      |
| 4.  | 〈Cars and Trains〉                         | 마이클, 더글라스           | 5:51      |
| 5.  | 〈Round Here〉                              |                            | 5:56      |
| 6.  | 〈My Mother Had a Brother〉                 |                            | 6:17      |
| 7.  | 〈Flawless (Go to the City)〉               |                            | 6:51      |
| 8.  | 〈American Angel〉                          | 마이클, 플린, 잭맨, 쿠쉬난 | 4:07      |
| 9.  | 〈Precious Box〉                            |                            | 7:39      |
| 10. | 〈Please Send Me Someone (Anselmo's Song)〉 |                            | 5:26      |
| 11. | 〈Freeek! '04〉                             | 마이클, 플린, 잭맨, 쿠쉬난 | 4:28      |
| 12. | 〈Through〉                                 |                            | 5:22      |

## 인증
| 국가                                                  | 인증        | 판매량/출하량 |
| ----------------------------------------------------- | ----------- | ------------- |
| 아르헨티나 (CAPIF)                                    | 골드        | 20,000^       |
| 오스트레일리아 (ARIA)                                 | 플래티넘    | 70,000^       |
| 오스트리아 (IFPI 오스트리아)                          | 골드        | 15,000*       |
| 벨기에 (BEA)                                          | 골드        | 25,000*       |
| 덴마크 (IFPI Danmark)                                 | 골드        | 20,000^       |
| 프랑스 (SNEP)                                         | 골드        | 121,000       |
| 독일 (BVMI)                                           | 플래티넘    | 200,000^      |
| 헝가리 (MAHASZ)                                       | 골드        | 10,000^       |
| 이탈리아 (FIMI)                                       | 플래티넘    | 100,000*      |
| 네덜란드 (NVPI)                                       | 골드        | 40,000^       |
| 뉴질랜드 (RMNZ)                                       | 플래티넘    | 15,000^       |
| 폴란드 (ZPAV)                                         | 골드        | 20,000*       |
| 스페인 (PROMUSICAE)                                   | 골드        | 50,000^       |
| 스웨덴 (GLF)                                          | 골드        | 30,000^       |
| 스위스 (IFPI 스위스)                                  | 골드        | 20,000^       |
| 영국 (BPI)                                            | 2× 플래티넘 | 600,000^      |
| 미국                                                  | —           | 381,000       |
| 요약                                                  |             |               |
| 유럽 (IFPI)                                           | 플래티넘    | 1,000,000*    |
| *판매량을 기반으로 한 인증 ^출하량을 기반으로 한 인증 |             |               |